# Alfa d'Hèrcules
Alfa d'Hèrcules (α Herculis) és un sistema estel·lar múltiple de magnitud aparent +3,31 en la constel·lació d'Hèrcules. Es troba a 382 anys llum de distància del Sistema Solar. El seu component principal A s'anomena Rasalgethi, que també és el nom tradicional del sistema.

## Nom
El nom de Rasalgethi, procedent de l'àrab Ar-Rās al-Jāthīyy (الرأس الجاثي), significa «el cap de l'agenollat». No obstant això, entre els nòmades aquest estel era conegut per Al-Kalb ar-Rāʽi (الكلب الراعي), «el gos del pastor», títol que compartia amb Rasalhague (α Ophiuchi).
Els xinesos anomenaven a α Herculis Tu Tso, «el seient de l'emperador», així com Tsin. D'altra banda, aquest estel i diversos propers a ell —incloent a ι Herculis i κ Herculis— constituïen l'asterisme Ho, una de les mesures utilitzades a la Xina.

## Característiques físiques
Alfa d'Hèrcules és un sistema estel·lar quíntuple, l'estel principal del qual, Alfa d'Hèrcules A o Rasalgethi (HR 6406), és un supergegant o gegant vermell lluminosa de tipus espectral M5II. La seva lluminositat, en l'espectre visible, és 475 vegades major que la del Sol, però si s'inclou l'energia que l'estel emet com a radiació infraroja, la seva lluminositat ascendeix fins a 17.000 sols. El seu radi, 400 vegades més gran que el del Sol, és de 1,9 ua; situat al centre del Sistema Solar, l'estel s'estendria més enllà de l'òrbita de Mart. És, a més, una variable irregular la lluentor de la qual varia de l'ordre d'una magnitud en períodes que van de mesos a anys. Estudis realitzats mitjançant interferometria mostren que té dos companyes molt propers; el primer es pot resoldre només a vegades i està separada 0,02 segons d'arc d'ell, mentre que la segon triga 10 anys en orbitar-la.
Alfa d'Hèrcules B (HR 6407) està situat a 550 ua i empra més de 3000 anys a completar l'òrbita entorn d'Alfa d'Hèrcules A. Al seu torn és un estel binari, format per un gegant groc de tipus G5III i un nan blanc-groc de tipus F2V. Separats entre sí 0,4 ua —aproximadament la distància de Mercuri al Sol—, triguen 52 dies a completar l'òrbita. Un núvol de gas en expansió, creada pel fort vent estel·lar que bufa des del supergegant vermell, embolcalla a aquest binari.
Hi ha també dos companys més de magnituds aparents 11,1 i 15,5 a distàncies respectives de 79 segons d'arc i 19 segons d'arc, però que semblen ser companyes òptiques.